# Tương Ma Lạt
Tương Ma Lạt (tiếng Anh: Mala sauce; 麻辣酱) là một loại nước xốt Trung Quốc có dầu, cay tê rất được phổ biến, bao gồm hạt tiêu Tứ Xuyên, ớt và các loại gia vị khác nhau được trộn với dầu.
Được coi là một món ăn trong khu vực cho ẩm thực Trùng Khánh và ẩm thực Tứ Xuyên và đã trở thành một trong những loại nước sốt phổ biến nhất trong ẩm thực Trung Quốc và có nhiều biến thể trong khu vực.

## Nguyên từ học
Cụm từ Ma Lạt là sự kết hợp của hai ký tự Trung Quốc: "gây tê" (麻) và "cay (vị cay)" (辣), đề cập đến cảm giác trong miệng sau khi ăn nước sốt.
Cảm giác tê là do hạt tiêu Tứ Xuyên tạo ra, chứa 3% hydroxy-alpha-sanshool.

## Lịch sử
Nguồn gốc chính xác của món ăn không rõ ràng, nhưng nhiều nguồn cho rằng tương Ma Lạt được phổ biến nhờ các công nhân bến tàu trong thế kỷ 19 đến 20 thường hay ghé chợ đêm ở Trùng Khánh. Hương vị nồng cùng lớp dầu đặc giúp bảo quản thực phẩm và loại bỏ mùi không quen thuộc từ các loại đồ giá rẻ, chẳng hạn như tiết đông đặc, dạ dày và thận bò thường được phục vụ cho công nhân bến tàu.
Mặc dù có mùi vị rất nồng, nhiều loại nước chấm khác nhau thường được dùng để làm cho kết cấu của thịt đã chế biến được óng dầu và có vị dễ chịu và hương vị phong phú hơn. Nước sốt phổ biến bao gồm dầu mè với tỏi, dầu hào, hoặc đậu phụ nhự.
Nước sốt được sử dụng theo nhiều cách khác nhau, từ xào, hầm, và súp, đến sử dụng trong lẩu hoặc làm nước chấm. Ở các tỉnh Tứ Xuyên và Vân Nam, bột Ma Lạt (麻辣粉; ma lạt phấn) được sử dụng trong các món ăn nhẹ và thức ăn đường phố, như đậu phụ thối, khoai tây chiên, và thịt nướng và rau.

## Thành phần
Nước sốt được làm chủ yếu từ ớt khô, bột ớt, tương đậu biện, hạt tiêu Tứ Xuyên, đinh hương, tỏi, sao hồi, thảo quả đen, thì là, gừng, quế, muối và đường.  Những thành phần này được ninh với mỡ bò và dầu thực vật trong nhiều giờ, và đóng gói vào một cái lọ.  Các loại thảo mộc và gia vị khác như địa liền, Angelica dahurica và hạt anh túc, có thể được thêm vào để tạo ra một hương vị độc đáo.
Theo truyền thống, một nhà hàng đã thuê một đầu bếp chuyên làm nước sốt này; các công thức nấu ăn được giữ bí mật với chính đầu bếp. Ngày nay, nước sốt Ma Lạt chế biến sẵn đóng hộp có thể dễ dàng được tìm thấy trong các siêu thị, và các nhà hàng chuỗi thường tự làm nước sốt theo quy mô lớn, trong khi nhiều người khác pha chế riêng. Giống như cà ri, có một cuộc tranh luận liên tục về công thức 'tốt nhất' và nhiều biến thể có sẵn trên thị trường.

## Món ăn
Nước sốt Ma Lạt có thể được điều chỉnh trong nhiều món ăn. Ma Lạt Thiêu Khảo (麻辣烧烤) được ăn với thịt lợn nướng, mực, tôm, gà, xúc xích, nấm orinji, nấm enoki và ngô với nước sốt cay. Người Trung Quốc cũng sử dụng tương Ma Lạt để nấu nướng, chiên hoặc làm món mì xào. Tương dùng trong các món nước như món lẩu Ma Lạt Nãng (麻辣烫, ma lạt nãng) và món lẩu Ma Lạt (麻辣火锅, ma lạt hoả oa). Lẩu Ma Lạt có thể làm từ các nhiều gia vị nhưng ở Trung Quốc, có những viên sốt Ma Lạt đóng gói sẵn có thể hòa tan trong nước lẩu ngay lập tức.
- Lẩu Ma Lạt (麻辣火鍋)
- Cổ vịt Ma Lạt (麻辣鴨脖子)
- Ma lạt thang (麻辣燙): nồi nước lẩu Ma Lạt có các xiên rau và thịt ăn kèm
- Gà chảy nước miếng (口水雞): Gà luộc để nguội chấm với nước sốt Ma Lạt
- Phu thê bái phiến (夫妻肺片): gân bò, lưỡi, lòng và thỉnh thoảng là phổi bò, ăn cùng với dầu ớt Ma Lạt